# Поплави (Підгаєцька міська громада)
Попла́ви — село в Україні, у Підгаєцькій міській громаді, Тернопільського району Тернопільської області. Розташоване на півдні району. Адміністративний центр колишньої Поплавської сільради, якій були підпорядковані села Сонячне та Степове. До 1990 року належало до Бережанського району. 
Населення — 382 особи (2007).

## Географія
На південно-західній околиці села бере початок річка Безіменна.

## Історія
Перша писемна згадка — 1785.
Діяли «Просвіта», «Рідна школа» та інші товариства, кооператива.
12 червня 2020 року, відповідно до розпорядження Кабінету Міністрів України № 724-р «Про визначення адміністративних центрів та затвердження територій територіальних громад Тернопільської області» увійшло до складу Підгаєцької міської громади.
19 липня 2020 року, в результаті адміністративно-територіальної реформи та ліквідації Підгаєцького району, село увійшло до складу Тернопільського району.

## Населення

### Мова
Розподіл населення за рідною мовою за даними перепису 2001 року:
| Мова       | Кількість | Відсоток |
| ---------- | --------- | -------- |
| українська | 392       | 99.75%   |
| російська  | 1         | 0.25%    |
| Усього     | 393       | 100%     |

## Релігія
- церква святих верховних апостолів Петра і Павла (1990, мурована, УГКЦ).

## Пам'ятники
Встановлено пам'ятний хрест на честь скасування панщини (1855, кам'яний), споруджено пам'ятник воїнам ЧА (1967), насипано могилу воякам УПА (1999).

## Соціальна сфера
Працюють ЗОШ 1-2 ступ., Будинок культури, бібліотека, ФАП, відділення зв'язку, 3 торгові заклади, дитячий садок «Ромашка»

## Галерея

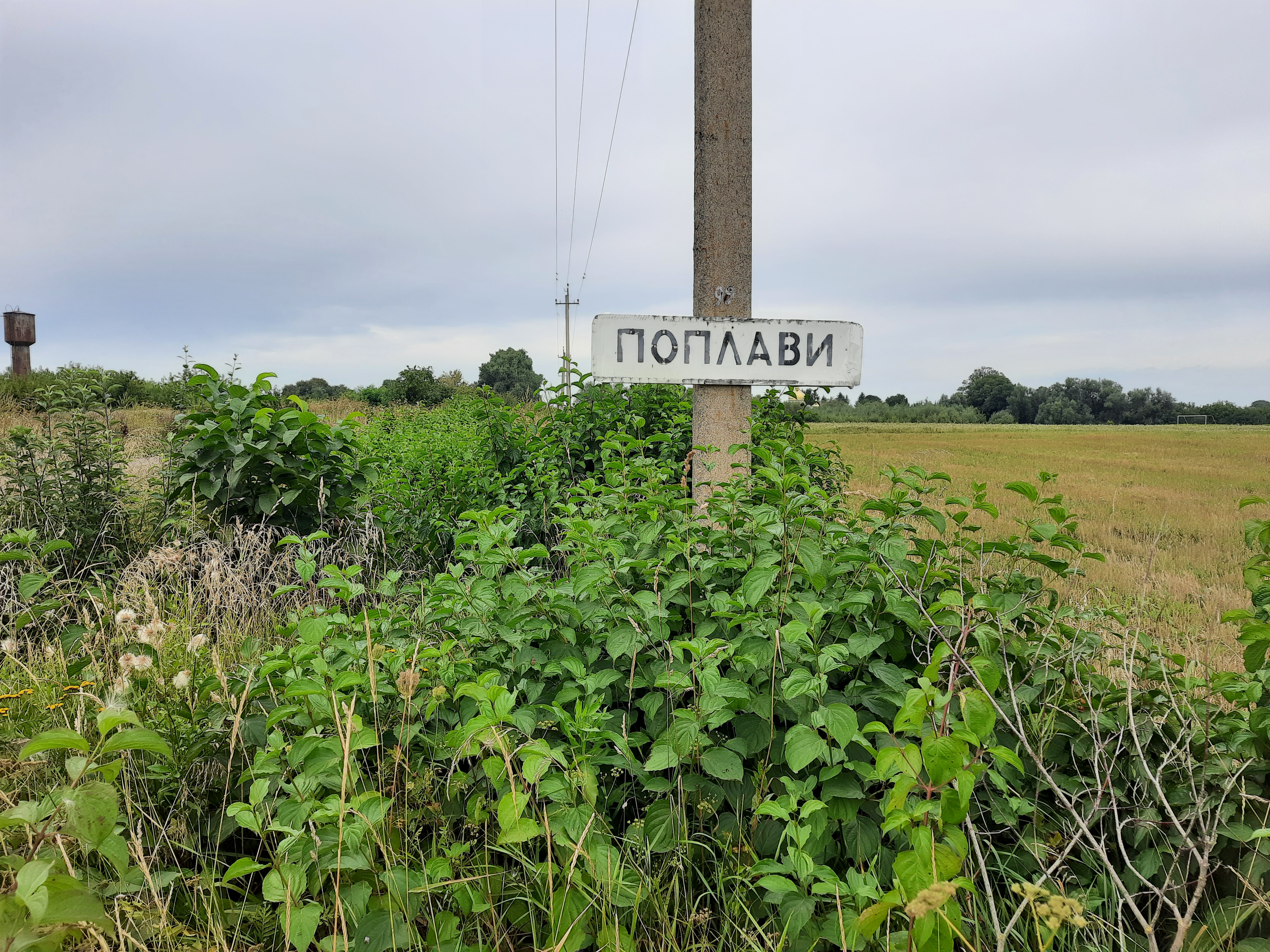
Дорожній знак при в'їзді в село
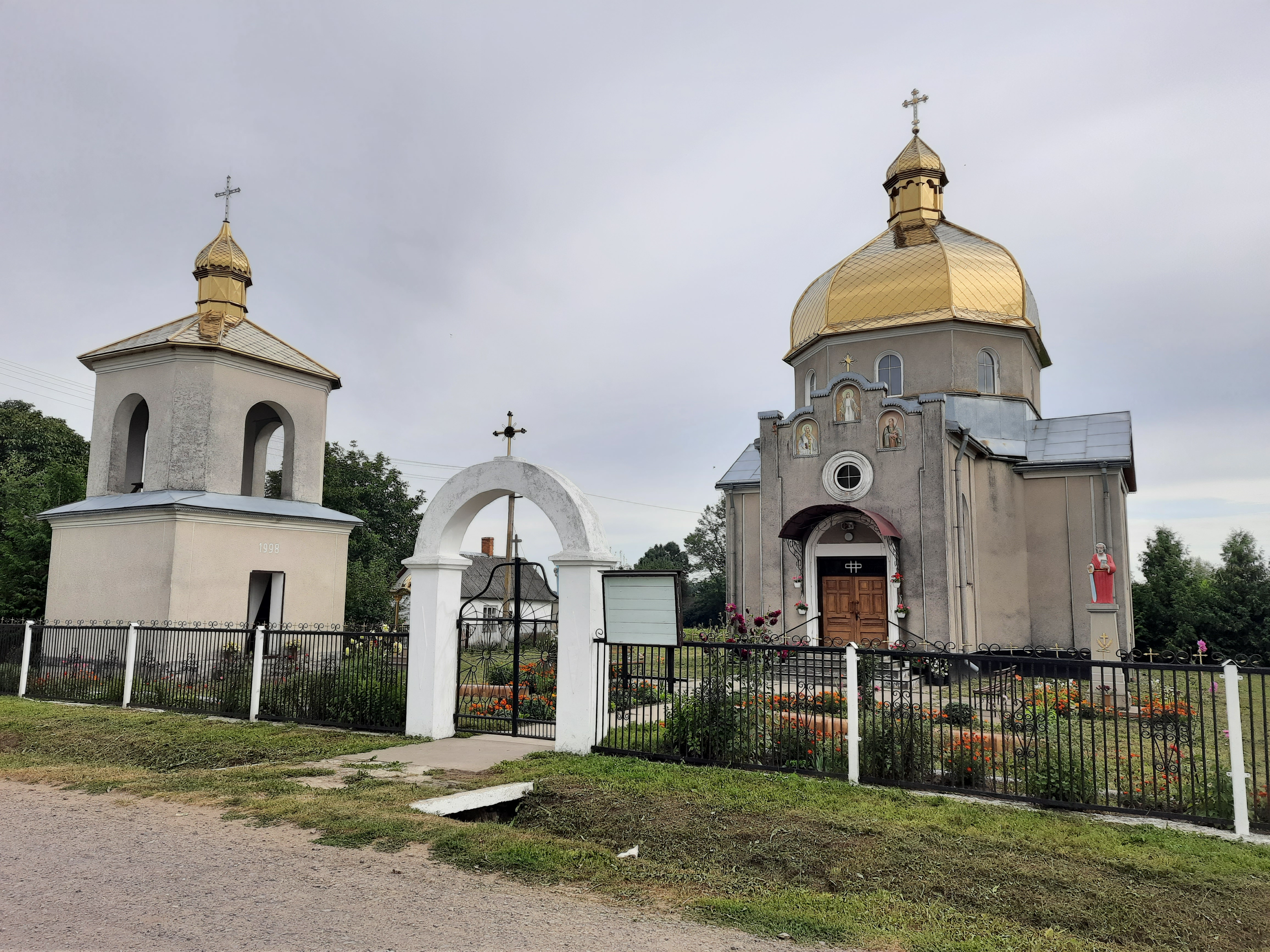
Церква Святих Петра і Павла
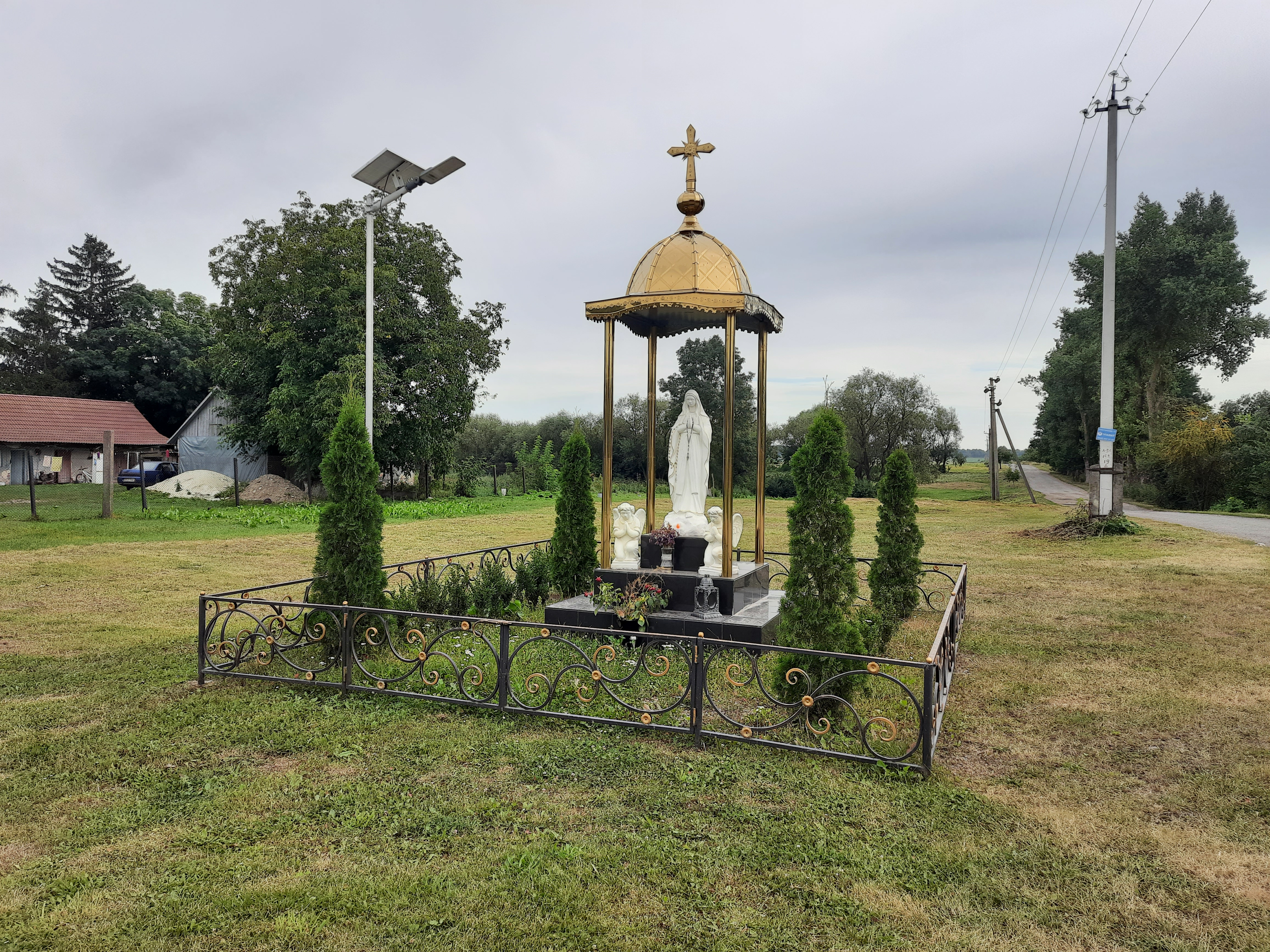
Статуя Божої Матері
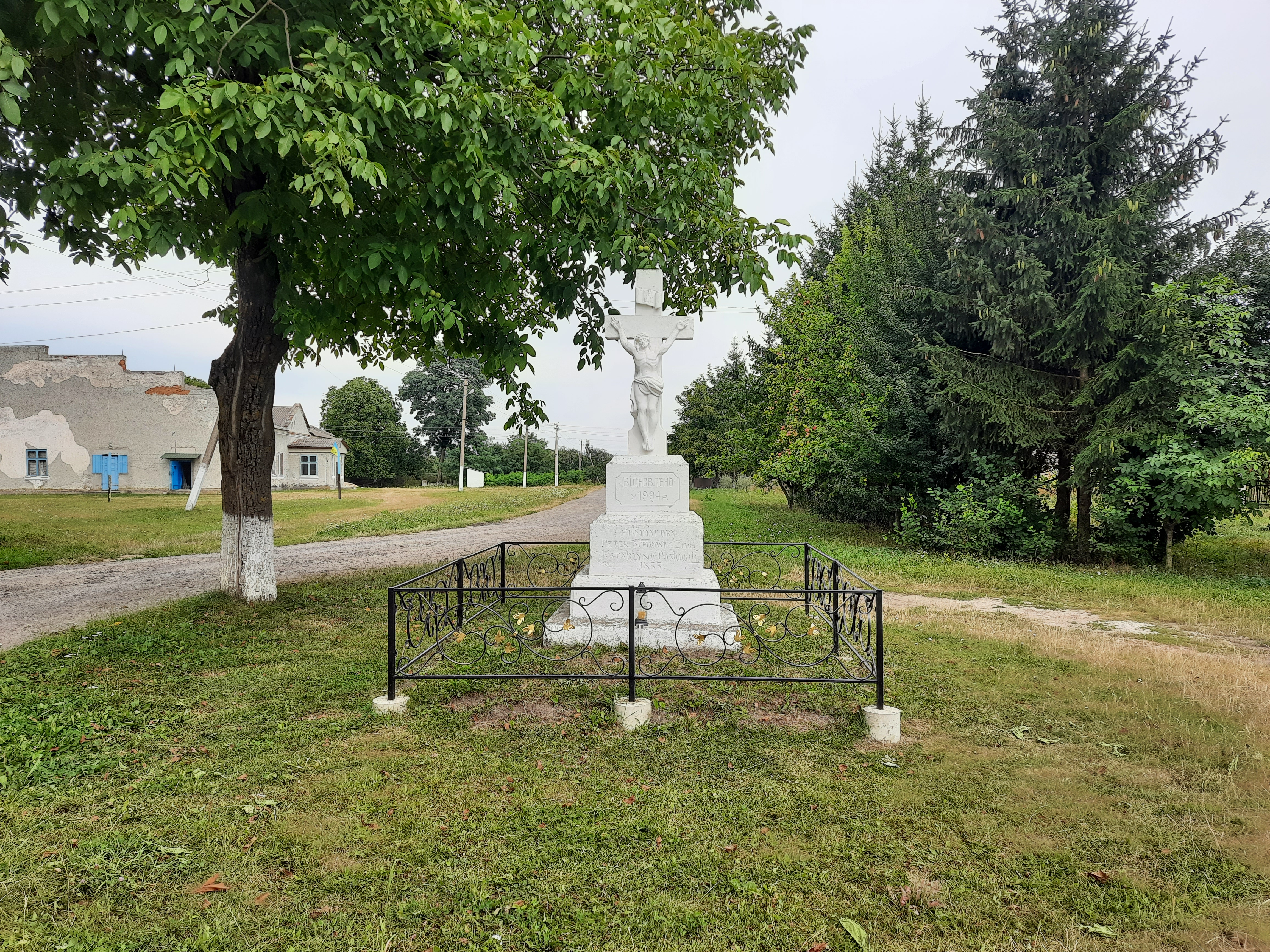
Пам'ятний хрест
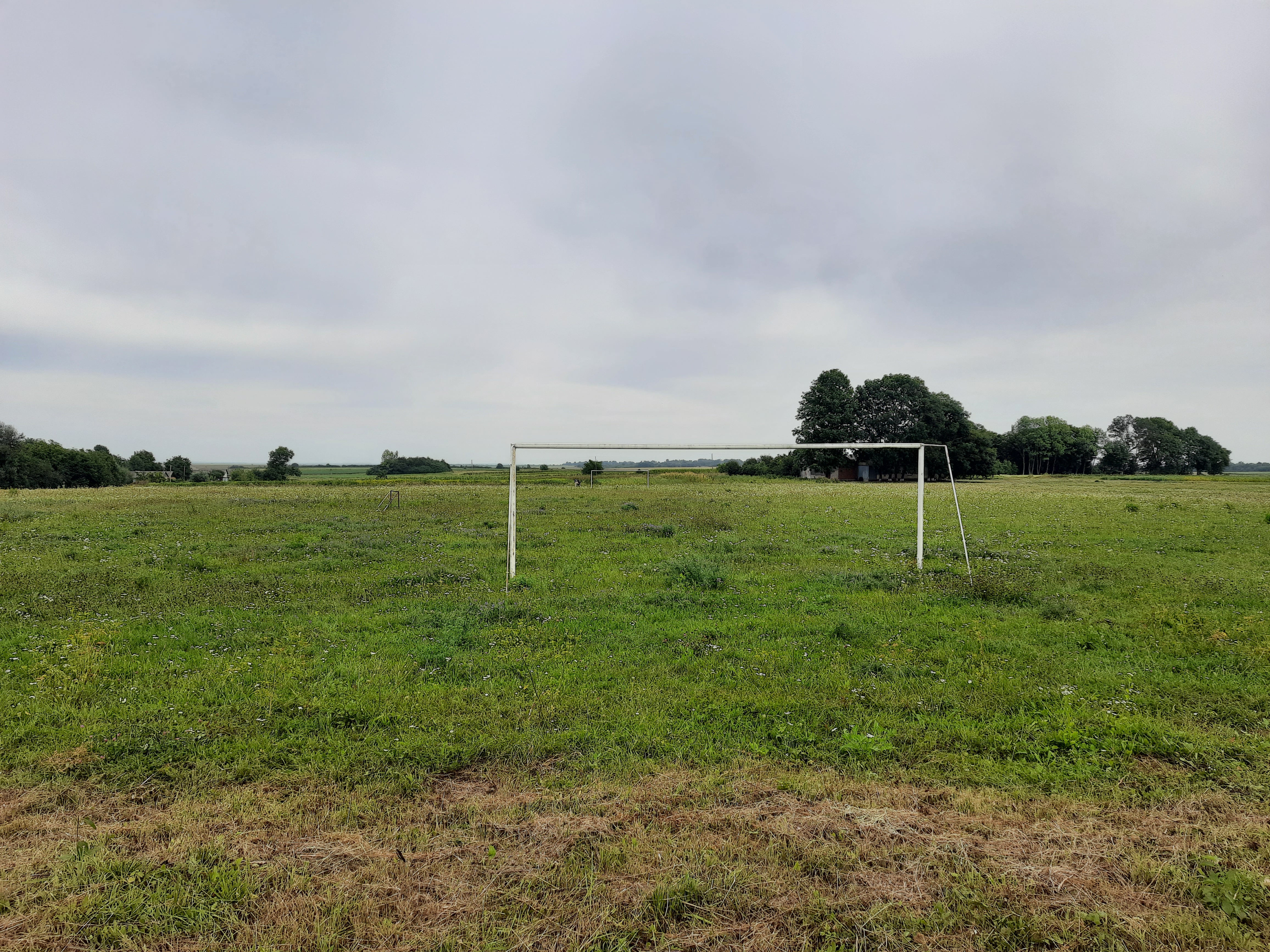
Стадіон